# Giro d'Itàlia

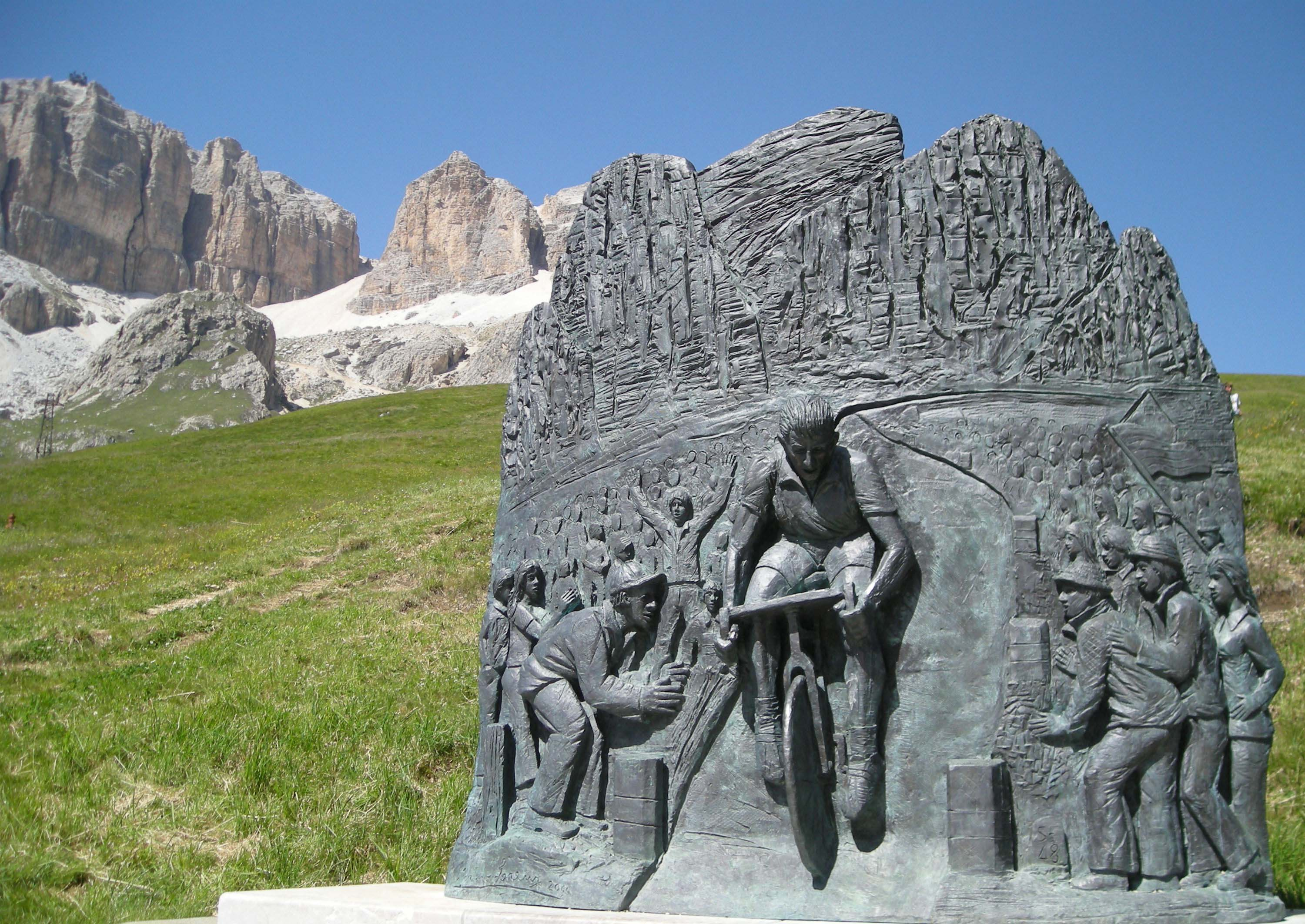
Monument erigit en homenatge a Fausto Coppi el 2 de juliol de 2000 al Pas Pordoi (Dolomites) per la commune de Canazei

El Giro d'Itàlia és una competició ciclista en ruta per etapes disputada a Itàlia, normalment celebrada al mes de maig i que té una durada de tres setmanes. És la segona prova per etapes més important del món, considerada una de les tres grans voltes, i forma part del calendari oficial de l'UCI World Tour.

## Descripció
La primera edició del Giro d'Itàlia s'inicià el 13 de maig de 1909 a Milà i tingué 8 etapes i 2.448 quilòmetres.
El líder de la classificació general duu un mallot rosa (maglia rosa), que és el color del diari esportiu milanès La Gazzetta dello Sport, organitzador de la cursa. El líder de la muntanya porta un mallot blau. També hi ha un mallot per a la classificació per punts o de la regularitat (la històrica maglia ciclamino).
Tres ciclistes comparteixen el rècord de victòries a la competició amb cinc triomfs: Alfredo Binda (entre 1925 i 1933), Fausto Coppi (entre 1940 i 1953) i Eddy Merckx (entre 1968 i 1974). El corredor que més vegades ha pujat al podi final ha estat Felice Gimondi (9 cops) i el corredor amb més victòries d'etapa és Mario Cipollini, que en l'edició de 2003 superà el rècord de 41 victòries que tenia Alfredo Binda des dels anys trenta.

## Història[2]
La direcció de La Gazzetta dello Sport va projectar una cursa a imatge i semblança a la què 5 anys enrere s'havia implantat a França. L'agost del 1908, tanmateix, el diari generalista i gran competidor a Milà, el Corriere della Sera, planejava el mateix, partint amb l'avantatge que ja estava organitzant amb èxit una cursa d'automòbils. El projecte de la competència semblava comptar amb la col·laboració del Touring Club d'Italia i de la Bianchi, famosa casa de bicicletes de cursa. Finalment, en una elecció arriscada, ja que en aquell moment no hi havia cap garantia sobre les possibilitats econòmiques d'aquest esdeveniment, el 7 d'agost del 1908, el diari va anunciar -amb un titular en tres columnes- el naixement del primer Giro d'Itàlia de ciclisme, amb un croquis i un resum de la primera edició del reglament de la cursa. Amb elegància i estil, el Corriere della Sera va sumar-se a la iniciativa oferint al guanyador un premi de 3.000 lires, una xifra important donat que el pressupost d'aquella primera edició rondava les 25.000.
Des de llavors, el Giro d'Itàlia ha estat sempre associat a La Gazzetta dello Sport, un diari amb gran vocació organitzativa, donat que en la portada del primer exemplar de La Gazzetta (3 d'abril de 1896) ja s'anunciava la carrera Milà-Monza-Lecco-Erba, organitzada pel rotatiu. A més, el llavors setmanari organitzava la Volta a Llombardia des del 1905, la Milà-San Remo des del 1907 i fina unlment la ronda per tot Itàlia el 1909. És per això que des del 1931 el líder de la classificació vesteix la maglia rosa, en honor del color de la publicació.
Durant gairebé mig segle, el Giro va començar i finalitzar a Milà, la ciutat on es troba la seu de la Gazzetta dello Sport, diari organitzador de la prova. Encara que amb excepcions ocasionals, aquesta va ser la regla fins a l'any 1960: des d'aleshores, el lloc de partida es canvia cada vegada. Durant alguns períodes (1965, 1966, 1968, 1970, 1973, 1975 i 1981-1989) el lloc d'arribada ha canviat, però el 1990 es va restaurar la tradicional Milà, amb un circuit que es repeteix diverses vegades que serveix com a desfilada final.
El 2009, per commemorar el centenari de l'esdeveniment, l'arribada va tenir lloc a Roma. La capital ja havia estat escenari de l'etapa final els anys 1911 i 1950 i ho va tornar a ser el 2023. L'edició de 2010 i la del 2022 van acabar a Verona, tal com va passar en les edicions 1981 i 1984 i la de 2014, a Trieste.
El Giro transcorre principalment a Itàlia, però sovint s'inclouen la sortida o conclusió de l'etapa a l'estranger, especialment en els països limítrofs o propers com San Marino, França, Principat de Mònaco, Suïssa, Àustria i Eslovènia. Algunes etapes han transcorregut pels Països Baixos, Bèlgica, Alemanya (2002 i 2006), Grècia (1996), Irlanda (2014), Israel (2018) o Hongria (2022).

### 1909-1914: Les primeres edicions

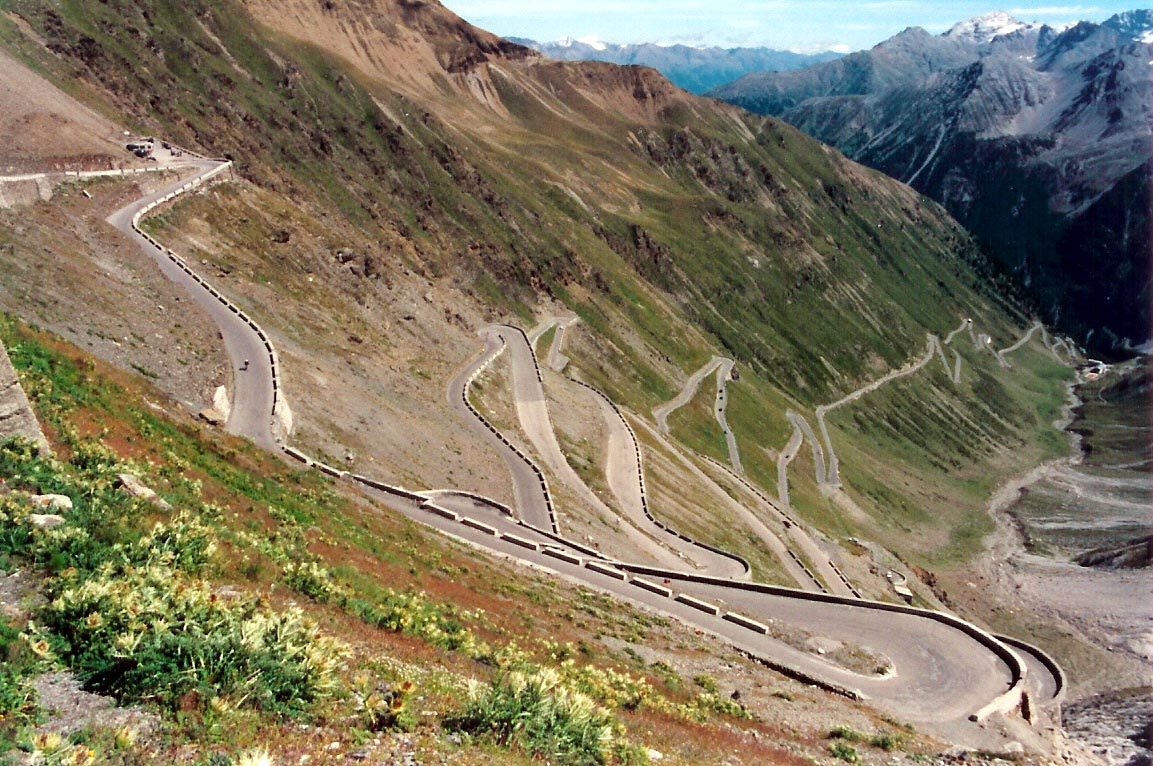
El Stelvio, un dels cims mítics del Giro

El 13 de maig de 1909, a la plaça de Loreto de Milà, va començar el primer Giro d'Itàlia. En aquella edició de 8 etapes només 49 dels 115 participants van aconseguir completar els 2.448 quilòmetres de què constava la prova. Tots els ciclistes eren italians, a excepció de quatre francesos, i s'organitzaven en equips de quatre integrants cadascun. Luigi Ganna va ser el vencedor de la general a l'arribada a Milà del dia 30. Va ser acompanyat al podi per Carlo Galetti i Giovanni Rossignoli.
El primer dominador del Giro va ser precisament Galetti, guanyador des de 1910 fins a 1912. Aquest any es va crear una classificació general per equips, que va ser guanyada l'equip Atala, composta per Galetti, Giovanni Micheletto, Eberardo Pavesi i Luigi Ganna. Les proves no van acabar aquí, ja que en aquests anys es va decidir assajar amb la fórmula "un dia de carrera, un dia de descans". El 1910, Jean-Baptiste Dortignacq va ser el primer ciclista no italià que va guanyar una etapa i, el 1911, Lucien Petit-Breton es va convertir en el primer líder estranger del Giro.
Els primers anys van ser plens d'obstacles. El 1911, en el transcurs d'una etapa per Nàpols, els ciclistes van haver de fugir camp a través d'un ramat de toros, poc després van continuar peu a terra per travessar una carretera impracticable, escortats pels llançaments de tomàquets i insults dels espectadors, mentre que un any després l'etapa entre Pescara i Roma va haver de suspendre's en desbordar-se un riu. El 1913, l'últim any en què la classificació general va ser per punts i no per temps, Carlo Oriani es va convertir en el primer ciclista a vèncer en una edició del Giro sense sumar cap triomf d'etapa. L'últim Giro abans de la Gran Guerra va ser per al bolonyès Alfonso Calzolari, que va formar part de la infanteria italiana en la Primera Guerra Mundial i que mai va tornar a pujar al lloc més alt del podi a la ronda italiana.

### 1919-1930: La consolidació

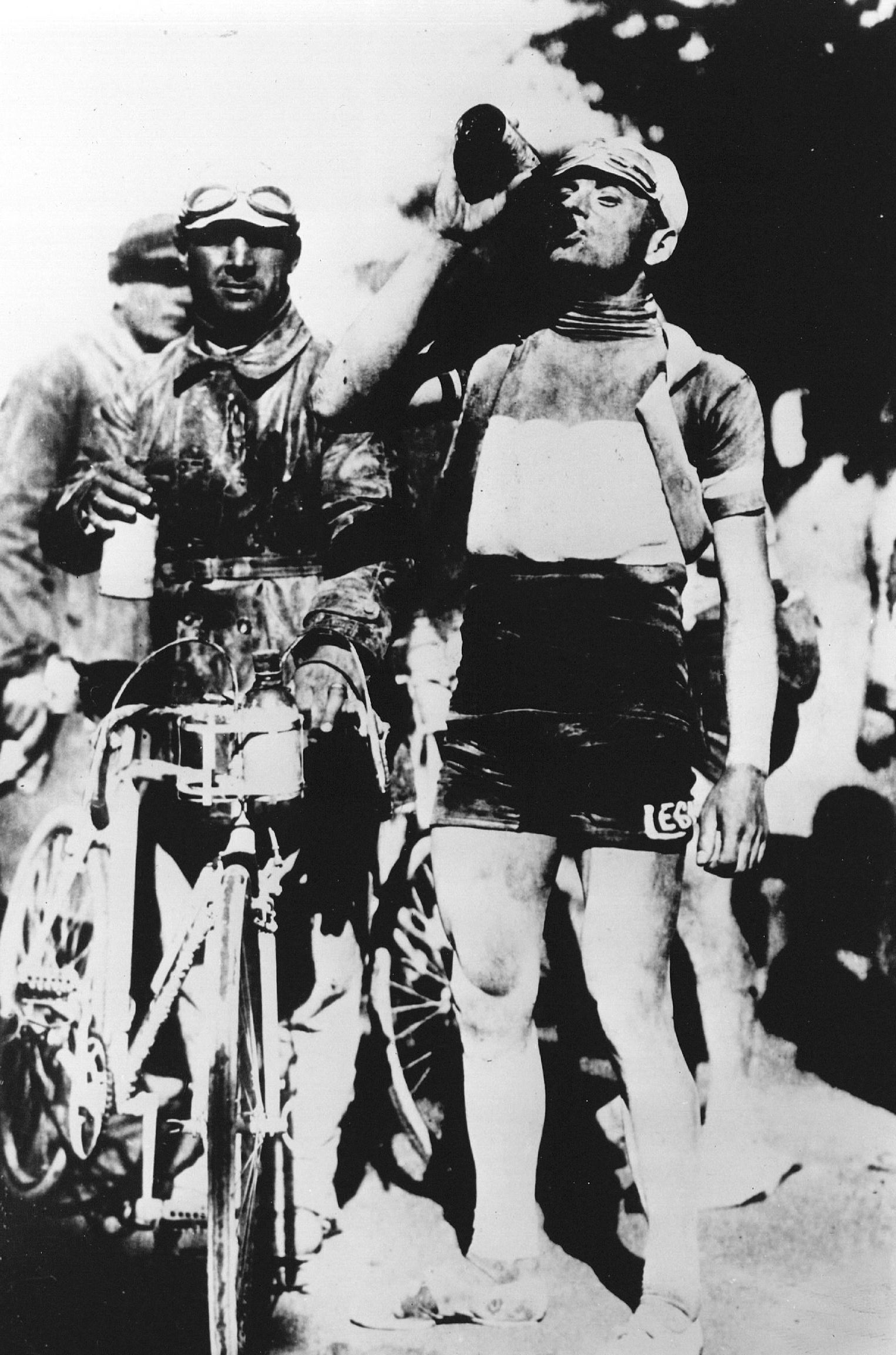
Alfredo Binda al 1924

El 1919 va tornar el Giro. El piemontès Costante Girardengo es va convertir en el primer campionissimo del ciclisme italià en vèncer en set de les deu etapes. El guanyador el 1920 va ser Gaetano Belloni, que sempre havia estat a l'ombra del guanyador de l'any anterior. En l'edició següent Girardengo es va prendre la revenja i va guanyar les quatre primeres etapes, fins que a la cinquena es va haver de retirar, però Belloni no va poder aprofitar l'ocasió i va acabar per darrere de Brunero per 41 segons.
El 1922, la primera etapa va ser molt polèmica perquè es va canviar la ruta prevista. Alguns equips es van retirar com a protesta i només 15 dels 75 participants van completar la ronda. Brunero va repetir títol. El gran Girardengo va tornar a dominar en vuit de les deu etapes el 1923, per emportar-la seva última classificació general gràcies a la seva capacitat per vèncer a l'esprint i en muntanya.
El 1924 el Giro va viure un boicot per diverses nacions. La cursa va tenir una autèntica protagonista: Alfonsina Strada, la primera dona a participar, que va completar sense dorsal tot el Giro i va ser rebuda entre aplaudiments a la meta final de Milà.
1925 va suposar l'entrada en la història del Giro d'un dels mítics corredors italians: Alfredo Binda. El ciclista, a qui sempre el va caracteritzar la seva fúria i el seu instint, va aconseguir un avantatge de gairebé cinc minuts sobre Girardengo a la general. En la següent edició, la rivalitat entre ambdós es va veure truncada per una caiguda de Binda en la primera etapa i la retirada del seu rival a la setena. Aquest any es va produir una de les majors participacions de les primeres edicions: 204 inscrits, encara que només van acabar 40.
El 1927 la filosofia de carrera va ser una mica diferent. S'afegeixen tres etapes i es redueixen els dies de descans. A conseqüència d'això, les etapes són més curtes (només una sobrepassava els 300 quilòmetres). Van partir 258 ciclistes, però només 79 van finalitzar. Binda es va imposar amb autoritat, amb el lideratge de principi a fi i guanyant dotze de les quinze etapes, un rècord no superat en la carrera italiana.
Poc canvia el 1928 i 1929, ja que Binda va ser el vencedor de les dues edicions. Davant l'absoluta superioritat, el patró del Giro, Armando Cougnet, va oferir a Binda un premi superior al del guanyador (22.500 lires) a canvi que no participés en la següent edició. El jove Luigi Marchisio, vencedor de dues etapes, va guanyar l'edició de 1930, que va introduir la novetat de circular per terres sicilianes, on van transcórrer les tres primeres etapes.

### 1931-1940: de l'era Binda a l'era Bartali vs. Coppi

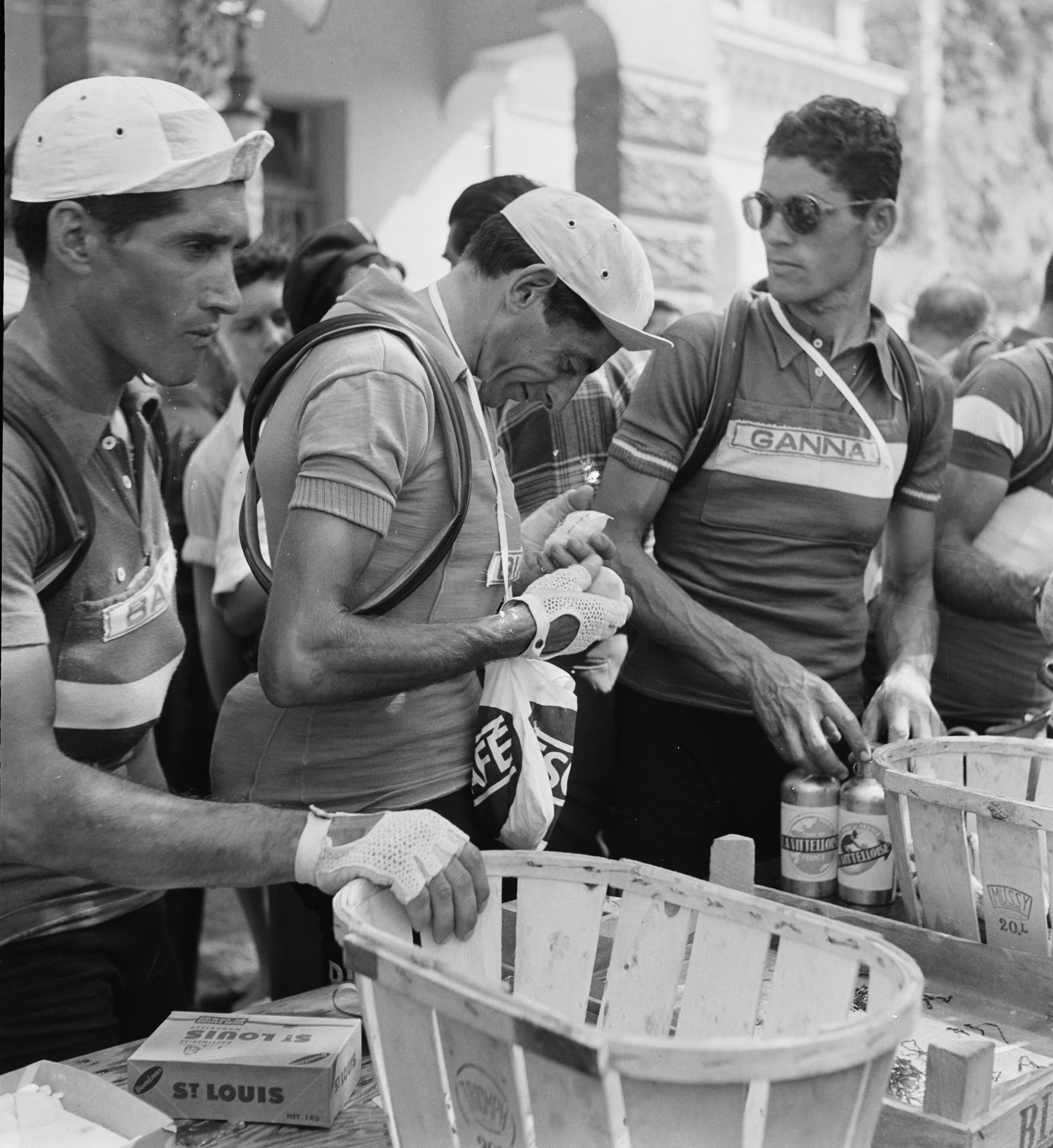
Fausto Coppi al 1952

L'emblemàtica maglia rosa s'instaura el 1931 i Learco Guerra tindrà l'honor d'estrenar-la, mentre que la victòria final va ser per al petit piemontès Francesco Camusso. El 1932 la principal sorpresa la va donar un gregari, Antonio Pesenti, que es va portar el Giro gràcies a una escapada en l'etapa amb final a Foggia, en la qual va aconseguir un avantatge que mantindria fins al final de la prova.
Alfredo Binda aconsegueix el seu cinquè Giro d'Itàlia l'any 1933. Aquest any la principal novetat del recorregut va ser una etapa contrarellotge que constava de 62 quilòmetres entre Bolonya i Ferrara. Vicente Trueba, que va finalitzar 43è, a més d'una hora i mitja del líder, va ser el primer espanyol que acabava un Giro. El Gran Premi de la Muntanya es va instaurar també aquest any, amb quatre alts puntuables.
El primer any veritablement bo de Learco Guerra va ser 1934, coincidint amb una manera més precisa de mesurar el temps que va ser aplicada en les dues contrarellotges: la primera, de Liverno a Pisa (45 quilòmetres) i la segona, de Bolonya a Ferrara (59 quilòmetres). Els tifossi cridaven a Guerra la locomotora humana i el seu ídol no va desaprofitar l'oportunitat de guanyar deu de les 17 etapes. Aquest any es va instaurar que el líder de la classificació de la muntanya havia de portar una maglia verda.
Al Giro de 1935 té lloc l'arribada del toscà Gino Bartali, tot un talent. Gino il pio participava en els seus 21 anys per primera vegada a la ronda italiana i actuava de gregari de Martano. El debutant va obtenir un triomf d'etapa i va guanyar la classificació de la muntanya, però Vasco Bergamaschi, vencedor de deu etapes, es va imposar en la classificació general per davant de Martano i Olmo.
A causa de les sancions econòmiques imposades a Itàlia pel conflicte d'Abissínia, el Giro va haver de prescindir de corredors estrangers l'any 1936. Girardengo es va retirar en la tercera etapa, Guerra es va despertar dels seus somnis de victòria al xocar amb un cavall i acabar ingressat en un hospital amb un braç trencat, mentre la jove promesa Galetti patia problemes d'equilibri. Així, Bartali, que va perdre tres minuts en la setena etapa, es va endur la general.
El 1937 s'experimenta amb una contrarellotge en la primera etapa (Rieti-Terminillo), una autèntica cronoescalada. El Giro de 1940 veu néixer un nou astre: Fausto Coppi. Company d'equip de Bartali al Legnano, es converteix en la nova esperança italiana. La maglia rosa va passar a ser seva en l'última etapa, amb arribada a Milà. El 9 de juny Mussolini anunciarà que Itàlia entrava en guerra i s'obre el segon parèntesi en la història de la prova.

### 1946-1956: Un Giro Internacional

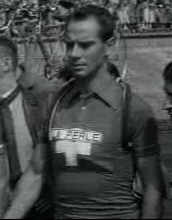
Hugo Koblet el 1954

Després de la Segona Guerra Mundial es recupera el Giro l'any 1946. Es va donar una autèntica sorpresa amb la victòria de Bartali amb 47 segons d'avantatge sobre Coppi. El 1947 Coppi es va prendre la revenja amb un marge de 1m 43s malgrat un mal inici que va aprofitar Bartali per posar-se líder.
El 1948 apareix en escena Fiorenzo Magni, un toscà que es convertirà en protagonista de la cursa: amb 28 anys va demostrar ser un excel·lent rodador, encara que un pèssim corredor en els descensos. El tercer Giro de Coppi, el 1949, va tenir el seu segell particular, ja que en l'etapa clau l'astre italià va estar 192 quilòmetres escapat i va aconseguir gairebé dotze minuts d'avantatge sobre Bartali.
1950 va veure el primer guanyador estranger del Giro, el suís Hugo Koblet. Un dels majors avenços de la carrera va tenir lloc el 1951, amb l'arribada de la radiocorsa. Les notícies de la cursa eren enviades als cotxes dels equips que es trobaven en un radi de 100 metres.
L'any 1953 arriba la primera retransmissió televisiva en directe, amb una etapa cronometrada. A més, l'assistència mèdica s'amplia amb una ambulància a la caravana, tot un èxit per a l'època. Koblet es presenta com el principal rival de Coppi, amb la seva planificació alimentària secreta basada en la pasta (tabú en aquells moments per als ciclistes).
La prova de 1954 va retornar a Sicília amb un recorregut per aventurers. Es va iniciar amb una contrarellotge per equips guanyada pel Bianchi, que va celebrar la victòria en un restaurant amb el seu líder al capdavant (Coppi). El sopar amb fruites i productes del mar se li va posar malament al ciclista i el matí següent va perdre 11 minuts en la pujada al Passo del Mandriazzi.
Fiorenzo Magni guanya el 1955 després d'un acord amb Coppi a falta de dues etapes. Tots dos van col·laborar per deixar enrere Gastone Nencini, que va perdre cinc minuts a meta. El fins llavors líder havia pres la sortida aquella jornada amb un minut i mig d'avantatge respecte al finalment guanyador. Nencini va acabar plorant.
El 1956 l'arribada a Bondone es converteix en una etapa infernal, amb una tempesta de neu que fa gairebé impossible el pas dels corredors. No obstant això, el problema va servir per mostrar l'astúcia de Learco Guerra (ara com a director esportiu), que va preparar bidons amb begudes calentes per evitar el fred intens al seu cap de files, Charly Gaul. Al cim del Bondone, el luxemburguès va coronar en solitari amb diversos minuts d'avantatge sobre el seu principal adversari, Magni, que va aguantar estoicament el temporal. Gaul es va endur aquell Giro de tots els favorits.

### 1957-1967: Època daurada

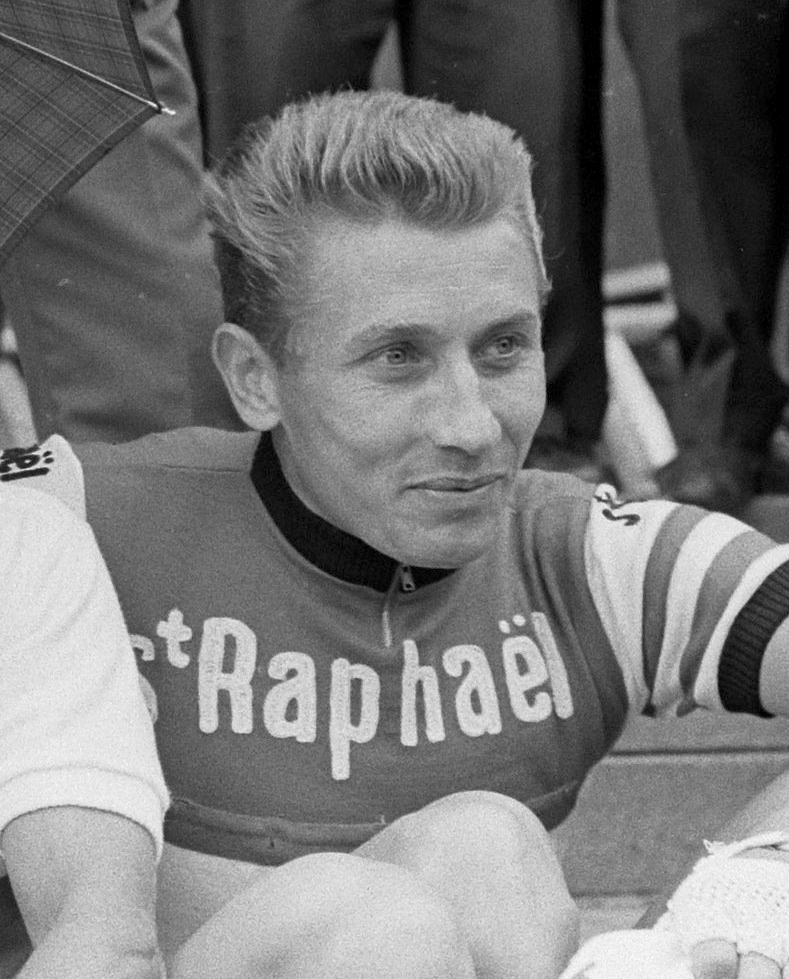
Jacques Anquetil el 1963

El 1957 s'incorporen al protagonisme de la cursa Louis Bobet, un francès elegant, Miquel Poblet, i Rik van Steenbergen, un sprinter flamenc. Charly Gaul no va poder repetir victòria per problemes intestinals, circumstància que va aprofitar Nencini per atacar a Bobet i endur-se la general. Un any després, Baldini es va rescabalar amb la victòria.
El 1959 sorgeix el francès Jacques Anquetil, que arrabassa a Gaul la maglia rosa, però en una etapa terrible, de gairebé 300 quilòmetres, el luxemburguès va recuperar el primer lloc i guanya el Giro. Aquell dia es van retirar de la cursa 57 corredors.
Anquetil es va convertir el 1960 en el primer francès a guanyar el Giro. Anquetil va explotar el seu talent en les dues etapes contra-rellotge. El 1961 Gaul es va presentar com el major candidat, però l'ascens al Gavia va ser suspès per una nevada i l'organització es va decantar per un recorregut alternatiu. Aquell Giro va ser finalment per Arnaldo Pambianco i l'espanyol Antonio Suárez va acabar tercer.
El 1962 i 1963 el triomf se'l va endur Franco Balmamion, un piemontès amb caràcter de anti-protagonista. Il cinese es va endur les dues rondes sense guanyar cap etapa. El 1964 la victòria va tornar a ser per Anquetil, amb la benedicció del Papa Pau VI al seu pas per Roma.
1965 és el primer any en què Vittorio Adorni aconsegueix guanyar el Giro, gràcies a la seva actuació en la pujada al Pordoi. Un any després triomfa en la tornada el jove Gianni Motta, de 23 anys, amb una gran actuació en l'etapa entre Bolzano i Moena. El seu principal rival, Felice Gimondi, havia sorprès guanyant el Tour de França de 1965, però només va poder ser cinquè a la ronda italiana. No obstant això, Itàlia es divideix entre els seguidors de Motta i els de Gimondi, qui vencerà el 1967.

### 1968-1979: Merckx arrasa

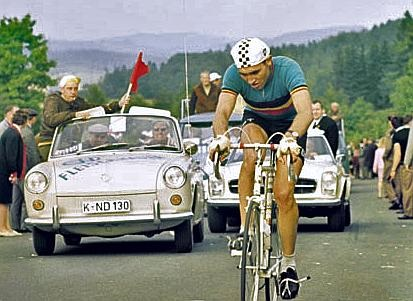
Eddy Merkx als Campionat del Món de ciclisme de Nurburgring, Alemanya 1966

L'era Merckx es va iniciar el 1968. El belga es va endur el Giro amb la seva particular manera de córrer. Els seus adversaris -Adorni, Gimondi i Zilioli- es limiten a lluitar pel segon lloc perquè el belga arrasa. El seu primer títol arriba amb 23 anys i el seu monòleg només es veu truncat pel seu positiu en el control antidopatge en l'etapa de Savonna el 1969, el que aprofitarà Gimondi. Eddy Merckx seria el nom del guanyador el 1970, 1972, 1973 i 1974 -aquest últim any amb només 11 segons d'avantatge sobre Baronchelli-. El 1971 havia donat la sorpresa el suec Gosta Petterson i el belga ni tan sols va estar al podi.
L'equip espanyol Kas va quallar una de les millors actuacions de ciclistes espanyols en la història del Giro d'Itàlia l'any 1972. José Manuel Fuente va aconseguir la classificació de la muntanya i dues victòries d'etapa i Miguel María Lasa una altra, a més de diversos segons i tercers llocs. Fuente i Francisco Galdós van ser segon i tercer, respectivament, en la general. També es van ficar entre els deu primers Lasa i Lazcano. Precisament des de 1974 el primer classificat de la muntanya porta la maglia verda, classificació que Fuente, conegut com el Tarangu, va guanyar en quatre ocasions, fins que ja no va poder competir per una greu infecció renal.
El primer a trencar el monopoli de Merckx fou l'italià Fausto Bertoglio l'any 1975. Gimondi tornaria a guanyar el 1976 i els succeiria el desconegut belga Pollentier el 1977. No obstant això, són els primers anys de Giuseppe Saronni, qui va heretar la figura de Girardengo, a qui recordava en la seva forma física però no en la seva actitud i manera de córrer. El primer triomf per al jove de Parabiagio va ser el 1979, per davant de Francesco Moser. El duel de contrarellotgistes era per Moser en les dues primeres etapes, però en l'última Saronni es va buidar sobre 44 quilòmetres entre Cesano Maderno i Milà i es va endur el triomf.

### 1980-1989: Italians vs. francesos

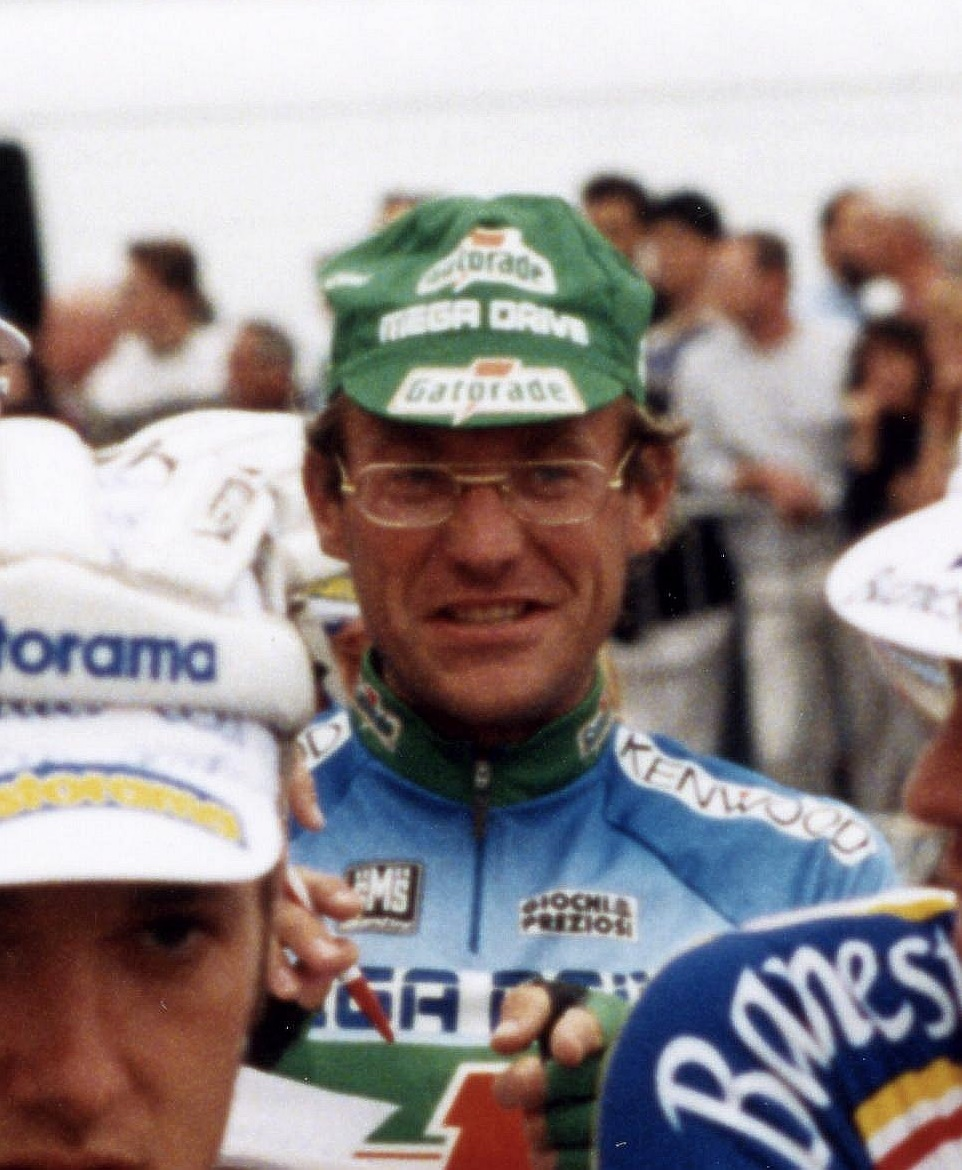
Laurent Fignon al 1993

Els vuitanta van comptar amb la participació d'estrelles que compaginaven el Tour amb el Giro. Bernard Hinault es va presentar a la sortida de 1980 al costat de Saronni i Moser. Un gregari de Saronni, Wladimiro Panizza, es va col·locar líder en la fase final, però en l'antepenúltima etapa Hinault li va arrabassar el primer lloc. Juan Fernández va aconseguir l'única victòria espanyola.
Giovanni Battaglin es va endur el títol de 1981. Miguel María Lasa va aconseguir l'únic triomf espanyol i Eduardo Chozas va ser el millor classificat, setzè. El 1982, Hinault va recuperar el seu ceptre en una edició en la qual Vicent Belda va aconseguir l'única etapa per als espanyols.
El 1983 Saronni va tornar a guanyar amb una tàctica calculadora. L'únic inconvenient va ser un fanàtic que va intentar introduir un laxant en la seva alimentació per aconseguir que Visentini guanyés. Afortunadament el sabotejador va ser descobert. Chozas i Alberto Fernández, aquest en dues ocasions, van ser els espanyols que van aconseguir triomfs parcials.
Moser es trobava en un gran moment el 1984, com va demostrar en establir el primer rècord de l'hora. Sense la rivalitat de Saronni, es va trobar amb un adversari francès: Laurent Fignon. Només dos corredors van vestir la maglia rosa aquella campanya. Moser va arribar a la recta final de la cursa amb un petit avantatge. El Giro es va decidir en l'última etapa, una contra-rellotge de 42 quilòmetres en la qual es va imposar amb autoritat Moser gràcies a la nova roda lenticular.
El 1985 va ser l'última participació d'Hinault i la seva última victòria. Marino Lejarreta, a les files de l'equip italià Alpillate, va ser l'espanyol millor classificat, cinquè. José Luis Navarro Martínez va guanyar a la muntanya.
El 1986 l'italià Roberto Visentini va aconseguir el seu major èxit en superar el seu compatriota Saronni en 1m 2s a la general. Pere Muñoz va ser l'únic espanyol que va prendre la sortida. Va guanyar una etapa, la classificació de la muntanya i la desena plaça a la general.
El 1987 es va viure un duel entre els corredors de l'equip Carrera, Visentini i Stephen Roche. Al final, l'abandó del primer va deixar en safata el Giro per l'irlandès, que mesos després va guanyar el Tour i el Campionat del Món. Els seus rivals en aquesta edició van ser l'escocès Robert Millar, l'holandès Erik Breukink i l'espanyol Lejarreta.
Un Giro exòtic va ser el de 1988, amb el primer nord-americà guanyador. Andrew Hampsten, escalador amb bones dots en les contra-rellotge, fonamentar el seu triomf amb una escapada en la catorzena etapa. Pedro Delgado va ser segon en la dotzena etapa i va estar en les de muntanya entre els millors, però el seu mal rendiment en contrarellotge el va privar d'un lloc millor i va acabar setè. El 1989 Fignon va aprofitar l'absència de Moser i la debilitat de Breukink a la muntanya per emportar-se la carrera.

### 1990-1996: les contrarellotges trenquen el domini italià

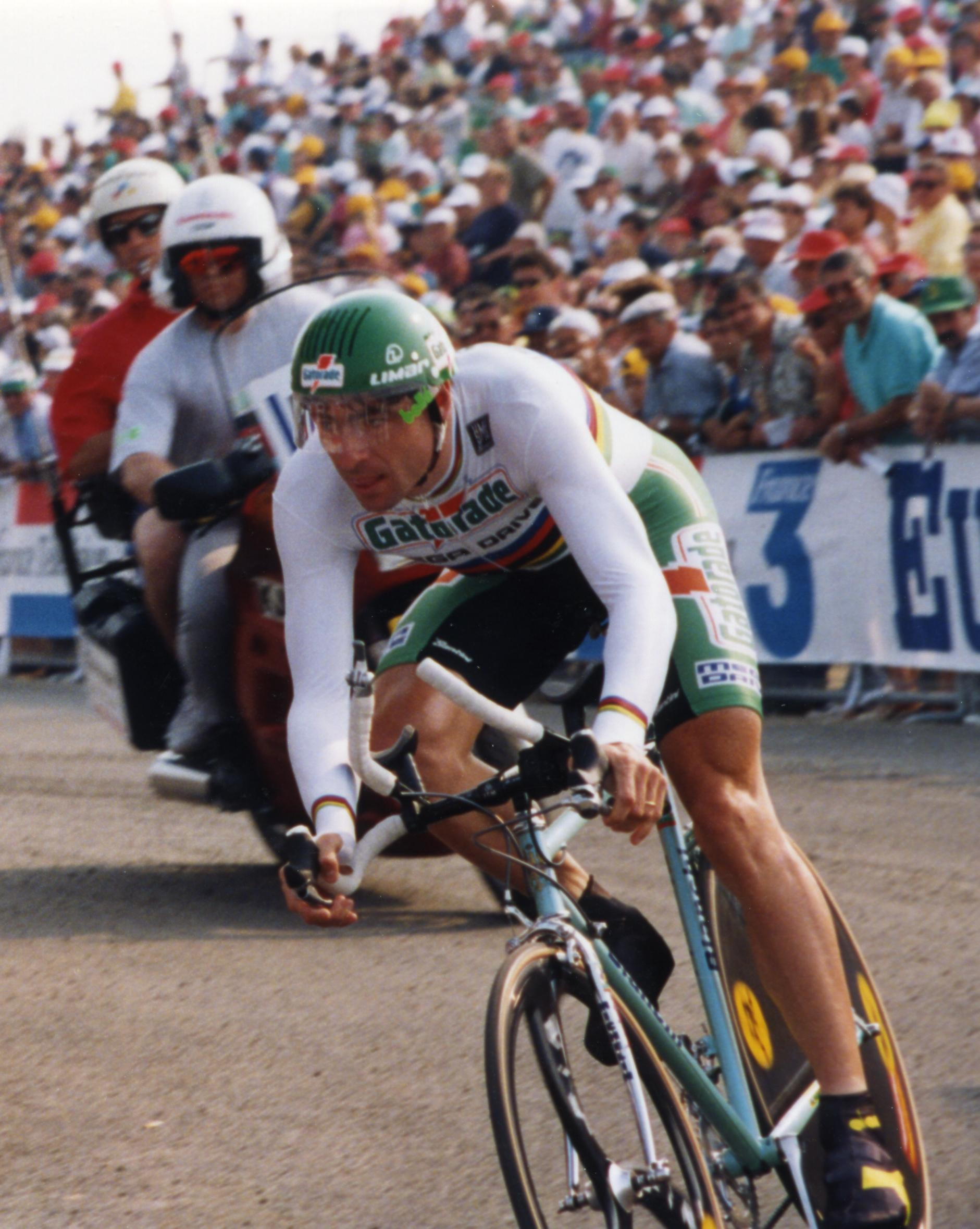
Gianni Bugno

La dècada dels noranta coincideix amb un canvi generacional. Gianni Bugno es va endur el triomf en 1990, en una demostració de força, ja que es va vestir de rosa des del pròleg. Eduardo Chozas (11è en la general), de l'equip ONCE, va aconseguir l'única victòria espanyola.
El 1991 va arribar la irrupció de Franco Chioccioli. L'ONCE va aconseguir dos triomfs d'etapa, amb Lejarreta i Chozas, i tots dos van acabar entre els deu primers. El CLAS-Cajastur va aconseguir els triomfs finals en les classificacions de la muntanya, amb Iñaki Gastón (23è en la general), i l'Intergiro, amb Alberto Leanizbarrutia.
El 1992 va començar l'era del navarrès Miguel Indurain, que va participar per primera vegada en el Giro per preparar el Tour. En la 9a etapa es va produir la primera gran selecció. Chioccioli va ser el més perjudicat en perdre gairebé tres minuts i mig. Indurain va controlar la cursa en tot moment. L'última etapa va ser una contrarellotge de 66 km amb final a Milà. Indurain la va guanyar i va arribar a doblar al seu predecessor, Claudio Chiappucci.
El navarrès va repetir l'èxit el 1993. En la catorzena etapa, després d'una gran selecció en l'alta muntanya, Indurain va recuperar la seva condició de líder. Aquell dia es va decidir quins corredors anaven a lluitar per la victòria final. Indurain, Chiappucci i el letó Piotr Ugriúmov es distanciaven en menys d'un minut. Les etapes de muntanya dels dies següents no van establir noves diferències i es va arribar a la cronoescalada a Sestriere, de 55 quilòmetres. Indurain va tornar a arrasar. Només Ugriúmov, segon en la general, va poder resistir.
1994 va ser l'any de Ievgueni Berzin. L'espanyol Laudelino Cubino va guanyar la 7a etapa, disputada sobre un circuit en Fiuggi. L'endemà es disputava una contrarellotge de 44 quilòmetres, en què s'esperava que Indurain donés el primer cop d'efecte, però va ser Berzin qui va ratificar el seu lideratge. En l'etapa reina, en què es pujaven l'Stelvio i el Mortirolo, Marco Pantani va començar a demostrar la seva qualitat. Indurain va anar darrere d'ell, però no va poder aguantar i Berzin va aconseguir superar al navarrès, que va perdre les opcions del seu tercer Giro.
El 1995 Berzin no va poder repetir triomf perquè Tony Rominger es va interposar en el seu camí. El suís, a més, va guanyar quatre etapes i les classificacions de l'Intergiro i per punts.
El 1996 va triomfar el rus Pàvel Tonkov. En una carrera que es va iniciar a Atenes per commemorar el centenari dels Jocs Olímpics, Abraham Olano es va mantenir entre els favorits durant la major part de la carrera. Va quedar a només un segon de Berzin en l'única contrarellotge. No obstant això, en la pujada al Mortirolo va perdre gairebé tres minuts respecte a Tonkov.

### 1997-2010: de nou supremacia italiana

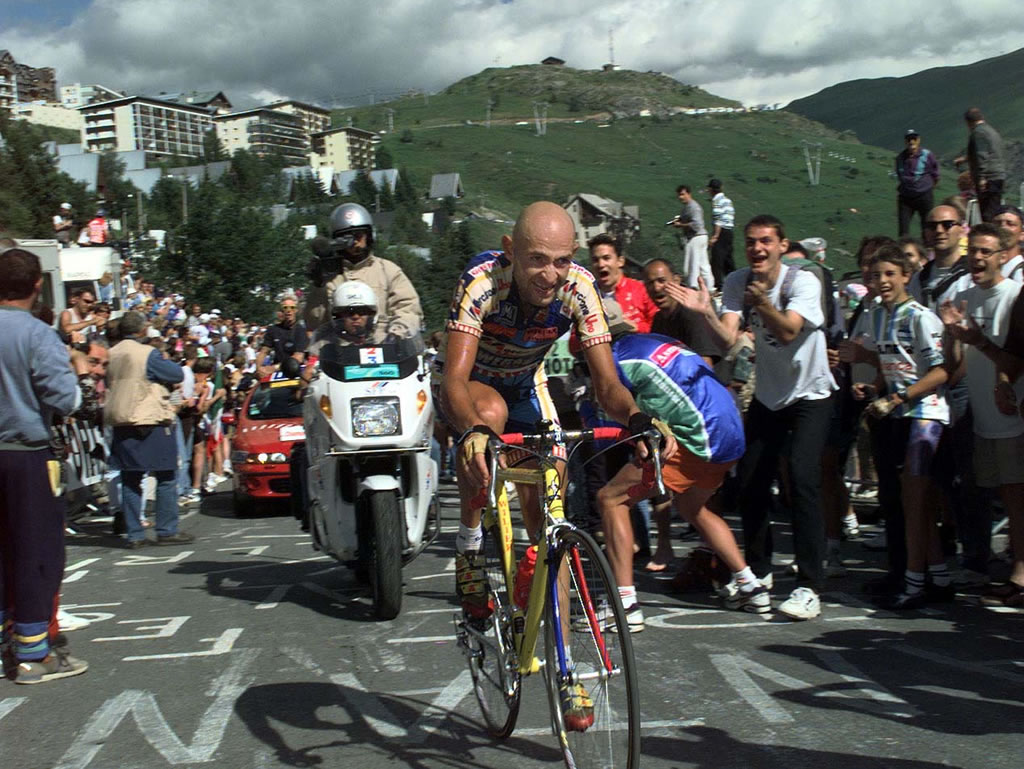
Marco Pantani al 1997

El rus Pàvel Tonkov es va quedar el 1997 a les portes de revalidar el seu títol, però es va veure superat per l'italià Ivan Gotti. L'equip del de Bèrgam domina aquesta campanya gràcies al sprinter Mario Cipollini.
El Giro de 1998 va donar a conèixer el talent de Marco Pantani, que va mantenir un gran duel amb Tonkov a Montecampione. L'italià va aconseguir el doblet en guanyar el Tour aquest mateix any per davant de l'alemany Jan Ullrich.
El 1999, després de vèncer en quatre etapes i ser líder, Pantani va ser desqualificat a dos dies del final en observar alts nivells d'hematòcrit a la sang, el que suggeria un cas de dopatge per EPO. El Pirata no va superar la seva decepció per ser acusat de dopatge en l'etapa de Madonna di Campiglio i va començar a tenir problemes amb les drogues. Cinc anys després, va morir.
L'edició de 2000 va ser per Stefano Garzelli, que va guanyar a Francesco Casagrande i Gilberto Simoni en una edició que acabaria a Roma amb audiència papal.
El 2001 els espanyols van tenir una gran actuació amb els bascos Abraham Olano, segon, i Unai Osa, tercer. La victòria va ser per Simoni, encara que aquest any va estar marcat per les investigacions de les autoritats italianes, que van trobar gran quantitat de substàncies i àrmacs destinades al dopatge.
2003 va comptar amb un duel de velocistes. Alessandro Petacchi se les veia amb Cipollini. El primer va superar a Il Bello en cinc ocasions, com a pròleg d'un gran any en què es portaria quatre etapes al Tour, cinc en la Volta a Espanya i 30 al llarg de l'any. Cipollini hauria d'acontentar-se amb dos esprints al Giro però va superar el rècord de 41 victòries parcials d'Alfredo Binda, deixant la marca en 42. Pel que fa a la general, Simoni va guanyar i va aconseguir tres etapes.
Damiano Cunego va donar el gran salt el 2004, quan va superar Simoni (tercer) i Hontxar (segon). El 2005, Savoldelli va tornar a guanyar, amb un gran paper en les contrarellotges i les escalades, superant Simoni i al veneçolà Rujano.
La carrera de 2006 va recordar el mig segle de la mort de 136 italians en el desastre miner de Bois du Cazier. Ivan Basso, guanyador de tres etapes, va ser el dominador. Va treure més de nou minuts en la general a l'espanyol José Enrique Gutiérrez.
El 2007, el vencedor va ser l'italià Danilo Di Luca, del Liquigas, amb gairebé dos minuts d'avantatge sobre el luxemburguès Andy Schleck. Di Luca va estar al capdavant de la classificació durant tretze etapes i en va guanyar dues. En la general, el millor espanyol va ser David Arroyo del Caisse d'Epargne, desè, mentre que l'únic capaç de vèncer en una etapa va ser Iban Mayo.
El corredor de Pinto (Madrid) Alberto Contador es va convertir el 2008 en el segon espanyol, després d'Indurain, en guanyar el Giro. El ciclista de l'Astana Qazaqstan Team va avantatjar en 1m 57s l'italià Ricco i tercer va ser Bruseghin. Contador va basar el seu èxit en la contrarellotge de la desena etapa i va donar el cop definitiu en la segona cita amb els Dolomites, després de la que es va col·locar líder. L'endemà no va guanyar la cronoescalada, però va reforçar el seu lideratge. A la 19a etapa, muntanyosa, va estar a punt de perdre el primer lloc però ho va conservar per quatre segons. I en la contrarellotge final va demostrar que era el millor i allunyar a Ricco gairebé dos minuts.
L'edició del 2009 -la més ràpida- va tenir com a dominador al rus Denís Ménxov, de l'equip Rabobank ProTeam, que engreixa el seu palmarès, en el qual ja tenia dues edicions de la Volta a Espanya (2005 i 2007). Amb 31 anys i establert a Pamplona, Ménxov és el tercer rus que s'imposa en la cursa italiana, després de Berzin i Tonkov. En la general, el segon lloc és per a l'italià Di Luca, que es va quedar a 41 segons del líder. El millor espanyol, Carlos Sastre, quart però allunyat (3m 46s) de Ménxov.
L'any 2010 la victòria fou per l'italià Ivan Basso, també vencedor de l'edició de 2006. Fou seguit per l'espanyol David Arroyo i Vincenzo Nibali. L'australià Cadel Evans que acabà cinquè, guanyà la classificació per punts, i els seus compatriotes Matthew Lloyd i Richie Porte guanyaren respectivament la classificació de la muntanya i dels joves.

## Mallots
- Maglia rosa (Classificació general)
- Maglia rosso passione; històricament  Maglia ciclamino (Classificació per punts)
- Maglia verda (Classificació del Gran Premi de la muntanya)
- Maglia bianca (Classificació dels joves)

En el passat havien existit altres mallots distintius:
- Maglia nera, reservada al darrer classificat de la classificació general
- Maglia azzurra (intergiro, gran combinada)

Des del 2001 s'assigna un Premi de la Combativitat.

## Llista de guanyadors
| Any  | Vencedor                   | Segon                           | Tercer                       |
| ---- | -------------------------- | ------------------------------- | ---------------------------- |
| 1909 | Luigi Ganna                | Carlo Galetti                   | Giovanni Rossignoli          |
| 1910 | Carlo Galetti              | Eberardo Pavesi                 | Luigi Ganna                  |
| 1911 | Carlo Galetti              | Giovanni Rossignoli             | Giovanni Gerbi               |
| 1912 | Atala-Dunlop               | Peugeot-Wolber                  | Gerbi                        |
| 1913 | Carlo Oriani               | Eberardo Pavesi                 | Giuseppe Azzini              |
| 1914 | Alfonso Calzolari          | Pierino Albini                  | Luigi Lucotti                |
| 1919 | Costante Girardengo        | Gaetano Belloni                 | Marcel Buysse                |
| 1920 | Gaetano Belloni            | Angelo Gremo                    | Jean Alavoine                |
| 1921 | Giovanni Brunero           | Gaetano Belloni                 | Bartolomeo Aymo              |
| 1922 | Giovanni Brunero           | Bartolomeo Aymo                 | Giuseppe Enrici              |
| 1923 | Costante Girardengo        | Giovanni Brunero                | Bartolomeo Aymo              |
| 1924 | Giuseppe Enrici            | Federico Gay                    | Angiolo Gabrielli            |
| 1925 | Alfredo Binda              | Costante Girardengo             | Giovanni Brunero             |
| 1926 | Giovanni Brunero           | Alfredo Binda                   | Arturo Bresciani             |
| 1927 | Alfredo Binda              | Giovanni Brunero                | Antonio Negrini              |
| 1928 | Alfredo Binda              | Giuseppe Pancera                | Bartolomeo Aymo              |
| 1929 | Alfredo Binda              | Domenico Piemontesi             | Leonida Frascarelli          |
| 1930 | Luigi Marchisio            | Luigi Giacobbe                  | Allegro Grandi               |
| 1931 | Francesco Camusso          | Luigi Giacobbe                  | Luigi Marchisio              |
| 1932 | Antonio Pesenti            | Jef Demuysere                   | Remo Bertoni                 |
| 1933 | Alfredo Binda              | Jef Demuysere                   | Domenico Piemontesi          |
| 1934 | Learco Guerra              | Francesco Camusso               | Giovanni Cazzulani           |
| 1935 | Vasco Bergamaschi          | Giuseppe Martano                | Giuseppe Olmo                |
| 1936 | Gino Bartali               | Giuseppe Olmo                   | Severino Canavesi            |
| 1937 | Gino Bartali               | Giovanni Valetti                | Enrico Mollo                 |
| 1938 | Giovanni Valetti           | Ezio Cecchi                     | Severino Canavesi            |
| 1939 | Giovanni Valetti           | Gino Bartali                    | Mario Vicini                 |
| 1940 | Fausto Coppi               | Enrico Mollo                    | Giordano Cottur              |
| 1946 | Gino Bartali               | Fausto Coppi                    | Vito Ortelli                 |
| 1947 | Fausto Coppi               | Gino Bartali                    | Giulio Bresci                |
| 1948 | Fiorenzo Magni             | Ezio Cecchi                     | Giordano Cottur              |
| 1949 | Fausto Coppi               | Gino Bartali                    | Giordano Cottur              |
| 1950 | Hugo Koblet                | Gino Bartali                    | Alfredo Martini              |
| 1951 | Fiorenzo Magni             | Rik Van Steenbergen             | Ferdi Kübler                 |
| 1952 | Fausto Coppi               | Fiorenzo Magni                  | Ferdi Kübler                 |
| 1953 | Fausto Coppi               | Hugo Koblet                     | Pasquale Fornara             |
| 1954 | Carlo Clerici              | Hugo Koblet                     | Nino Assirelli               |
| 1955 | Fiorenzo Magni             | Fausto Coppi                    | Gastone Nencini              |
| 1956 | Charly Gaul                | Fiorenzo Magni                  | Agostino Coletto             |
| 1957 | Gastone Nencini            | Louison Bobet                   | Ercole Baldini               |
| 1958 | Ercole Baldini             | Jean Brankart                   | Charly Gaul                  |
| 1959 | Charly Gaul                | Jacques Anquetil                | Diego Ronchini               |
| 1960 | Jacques Anquetil           | Gastone Nencini                 | Charly Gaul                  |
| 1961 | Arnaldo Pambianco          | Jacques Anquetil                | Antonio Suárez Vázquez       |
| 1962 | Franco Balmamion           | Imerio Massignan                | Nino Defilippis              |
| 1963 | Franco Balmamion           | Vittorio Adorni                 | Giorgio Zancanaro            |
| 1964 | Jacques Anquetil           | Italo Zilioli                   | Guido De Rosso               |
| 1965 | Vittorio Adorni            | Italo Zilioli                   | Felice Gimondi               |
| 1966 | Gianni Motta               | Italo Zilioli                   | Jacques Anquetil             |
| 1967 | Felice Gimondi             | Franco Balmamion                | Jacques Anquetil             |
| 1968 | Eddy Merckx                | Vittorio Adorni                 | Felice Gimondi               |
| 1969 | Felice Gimondi             | Claudio Michelotto              | Italo Zilioli                |
| 1970 | Eddy Merckx                | Felice Gimondi                  | Martin Van Den Bossche       |
| 1971 | Gösta Pettersson           | Herman Van Springel             | Ugo Colombo                  |
| 1972 | Eddy Merckx                | José Manuel Fuente Lavandera    | Francisco Galdós Gauna       |
| 1973 | Eddy Merckx                | Felice Gimondi                  | Giovanni Battaglin           |
| 1974 | Eddy Merckx                | Gianbattista Baronchelli        | Felice Gimondi               |
| 1975 | Fausto Bertoglio           | Francisco Galdós Gauna          | Felice Gimondi               |
| 1976 | Felice Gimondi             | Johan De Muynck                 | Fausto Bertoglio             |
| 1977 | Michel Pollentier          | Francesco Moser                 | Gianbattista Baronchelli     |
| 1978 | Johan De Muynck            | Gianbattista Baronchelli        | Francesco Moser              |
| 1979 | Giuseppe Saronni           | Francesco Moser                 | Bernt Johansson              |
| 1980 | Bernard Hinault            | Wladimiro Panizza               | Giovanni Battaglin           |
| 1981 | Giovanni Battaglin         | Tommy Prim                      | Giuseppe Saronni             |
| 1982 | Bernard Hinault            | Tommy Prim                      | Silvano Contini              |
| 1983 | Giuseppe Saronni           | Roberto Visentini               | Alberto Fernández Blanco     |
| 1984 | Francesco Moser            | Laurent Fignon                  | Moreno Argentin              |
| 1985 | Bernard Hinault            | Francesco Moser                 | Greg LeMond                  |
| 1986 | Roberto Visentini          | Giuseppe Saronni                | Francesco Moser              |
| 1987 | Stephen Roche              | Robert Millar                   | Erik Breukink                |
| 1988 | Andrew Hampsten            | Erik Breukink                   | Urs Zimmermann               |
| 1989 | Laurent Fignon             | Flavio Giupponi                 | Andrew Hampsten              |
| 1990 | Gianni Bugno               | Charly Mottet                   | Marco Giovannetti            |
| 1991 | Franco Chioccioli          | Claudio Chiappucci              | Massimiliano Lelli           |
| 1992 | Miguel Indurain Larraya    | Claudio Chiappucci              | Franco Chioccioli            |
| 1993 | Miguel Indurain Larraya    | Piotr Ugriúmov                  | Claudio Chiappucci           |
| 1994 | Ievgueni Berzin            | Marco Pantani                   | Miguel Indurain Larraya      |
| 1995 | Tony Rominger              | Ievgueni Berzin                 | Piotr Ugriúmov               |
| 1996 | Pàvel Tonkov               | Enrico Zaina                    | Abraham Olano Manzano        |
| 1997 | Ivan Gotti                 | Pàvel Tonkov                    | Giuseppe Guerini             |
| 1998 | Marco Pantani              | Pàvel Tonkov                    | Giuseppe Guerini             |
| 1999 | Ivan Gotti                 | Paolo Savoldelli                | Gilberto Simoni              |
| 2000 | Stefano Garzelli           | Francesco Casagrande            | Gilberto Simoni              |
| 2001 | Gilberto Simoni            | Abraham Olano Manzano           | Unai Osa Eizaguirre          |
| 2002 | Paolo Savoldelli           | Tyler Hamilton                  | Pietro Caucchioli            |
| 2003 | Gilberto Simoni            | Stefano Garzelli                | Iaroslav Popòvitx            |
| 2004 | Damiano Cunego             | Serhí Hontxar                   | Gilberto Simoni              |
| 2005 | Paolo Savoldelli           | Gilberto Simoni                 | José Humberto Rujano Guillén |
| 2006 | Ivan Basso                 | José Enrique Gutiérrez Cataluña | Gilberto Simoni              |
| 2007 | Danilo Di Luca             | Andy Schleck                    | Eddy Mazzoleni               |
| 2008 | Alberto Contador Velasco   | Riccardo Riccò                  | Marzio Bruseghin             |
| 2009 | Denís Ménxov               | Carlos Sastre Candil            | Ivan Basso                   |
| 2010 | Ivan Basso                 | David Arroyo Durán              | Vincenzo Nibali              |
| 2011 | Michele Scarponi           | Vincenzo Nibali                 | John Gadret                  |
| 2012 | Ryder Hesjedal             | Joaquim Rodríguez i Oliver      | Thomas De Gendt              |
| 2013 | Vincenzo Nibali            | Rigoberto Urán                  | Cadel Evans                  |
| 2014 | Nairo Quintana Rojas       | Rigoberto Urán                  | Fabio Aru                    |
| 2015 | Alberto Contador Velasco   | Fabio Aru                       | Mikel Landa Meana            |
| 2016 | Vincenzo Nibali            | Esteban Chaves Rubio            | Alejandro Valverde Belmonte  |
| 2017 | Tom Dumoulin               | Nairo Quintana Rojas            | Vincenzo Nibali              |
| 2018 | Christopher Froome         | Tom Dumoulin                    | Miguel Ángel López Moreno    |
| 2019 | Richard Carapaz Montenegro | Vincenzo Nibali                 | Primož Roglič                |
| 2020 | Tao Geoghegan Hart         | Jai Hindley                     | Wilco Kelderman              |
| 2021 | Egan Bernal Gómez          | Damiano Caruso                  | Simon Yates                  |
| 2022 | Jai Hindley                | Richard Carapaz Montenegro      | Mikel Landa Meana            |
| 2023 | Primož Roglič              | Geraint Thomas                  | João Almeida                 |
| 2024 | Tadej Pogačar              | Daniel Martínez Poveda          | Geraint Thomas               |
| 2025 | Simon Yates                | Isaac del Toro                  | Richard Carapaz Montenegro   |

## Palmarès i estadístiques
| Núm. de victòries a la Classificació General | Núm. de victòries a la Classificació General |
| #                                            | Nom                                          |
| -------------------------------------------- | -------------------------------------------- |
| 5                                            | Alfredo Binda                                |
| 5                                            | Fausto Coppi                                 |
| 5                                            | Eddy Merckx                                  |
| 3                                            | Giovanni Brunero                             |
| 3                                            | Gino Bartali                                 |
| 3                                            | Fiorenzo Magni                               |
| 3                                            | Bernard Hinault                              |
| 3                                            | Felice Gimondi                               |

| Victòries per països | Victòries per països | Victòries per països |
| #                    | País                 | n                    |
| -------------------- | -------------------- | -------------------- |
| 1                    | Itàlia               | 69                   |
| 2                    | Bèlgica              | 7                    |
| 3                    | França               | 6                    |
| 4                    | Espanya              | 4                    |
| 5                    | Suïssa               | 3                    |
| 5                    | Rússia               | 3                    |
| 7                    | Luxemburg            | 2                    |
| 7                    | Regne Unit           | 2                    |
| 7                    | Colòmbia             | 2                    |
| 10                   | Estats Units         | 1                    |
| 10                   | Suècia               | 1                    |
| 10                   | Irlanda              | 1                    |
| 10                   | Canadà               | 1                    |
| 10                   | Països Baixos        | 1                    |
| 10                   | Equador              | 1                    |
| 10                   | Austràlia            | 1                    |
| 10                   | Eslovènia            | 1                    |

| Major nombre de victòries en etapes | Major nombre de victòries en etapes | Major nombre de victòries en etapes | Major nombre de victòries en etapes |
| #                                   | Nom                                 | País                                | Etapes                              |
| ----------------------------------- | ----------------------------------- | ----------------------------------- | ----------------------------------- |
| 1                                   | Mario Cipollini                     | Itàlia                              | 42                                  |
| 2                                   | Alfredo Binda                       | Itàlia                              | 41                                  |
| 3                                   | Learco Guerra                       | Itàlia                              | 31                                  |
| 4                                   | Costante Girardengo                 | Itàlia                              | 30                                  |
| 5                                   | Eddy Merckx                         | Bèlgica                             | 25                                  |
| 6                                   | Giuseppe Saronni                    | Itàlia                              | 24                                  |
| 7                                   | Francesco Moser                     | Itàlia                              | 23                                  |
| 8                                   | Fausto Coppi                        | Itàlia                              | 22                                  |
| 8                                   | Roger de Vlaeminck                  | Bèlgica                             | 22                                  |
| 8                                   | Alessandro Petacchi                 | Itàlia                              | 22                                  |
| 11                                  | Franco Bitossi                      | Itàlia                              | 21                                  |
| 13                                  | Giuseppe Olmo                       | Itàlia                              | 20                                  |
| 13                                  | Miquel Poblet                       | Espanya                             | 20                                  |
| 14                                  | Gino Bartali                        | Itàlia                              | 17                                  |
| 15                                  | Guido Bontempi                      | Itàlia                              | 16                                  |
| 16                                  | Marino Basso                        | Itàlia                              | 15                                  |
| 16                                  | Raffaele Di Paco                    | Itàlia                              | 15                                  |
| 16                                  | Urs Freuler                         | Suïssa                              | 15                                  |
| 16                                  | Rik Van Steenbergen                 | Bèlgica                             | 15                                  |
| 20                                  | Moreno Argentin                     | Itàlia                              | 13                                  |
| 21                                  | Rik Van Looy                        | Bèlgica                             | 12                                  |
| 21                                  | Robbie McEwen                       | Austràlia                           | 12                                  |
| 23                                  | Charly Gaul                         | Luxemburg                           | 11                                  |
| 23                                  | Michele Dancelli                    | Itàlia                              | 11                                  |
| 23                                  | Vittorio Adorni                     | Itàlia                              | 11                                  |

## Palmarès de les classificacions secundàries

### Gran Premi de la Muntanya

La maglia azzurra.

La classificació va iniciar-se l'any 1933. Des de l'any 1974 el líder de la classificació de la muntanya al Giro d'Itàlia porta la maglia verda. Es coneix com a Cima Coppi al punt més alt de tot el Giro, i va ser establerta l'any 1965 per honorar a l'Airone. Des del 2012 el mallot passa a ser de color blau (Maglia azzurra) per l'arribada d'un patrocinador.
En la història del Giro, la combinació maglia rosa + maglia verda ha estat obtinguda per Alfredo Binda (1933), Gino Bartali (1936, 1937, 1946), Giovanni Valetti (1938), Fausto Coppi (1949), Hugo Koblet (1950), Charly Gaul (1956, 1959), Eddy Merckx (1968, també maglia ciclamino de la classificació per punts) Andrew Hampsten (1988) i Marco Pantani (1998).

### Classificació per punts

La maglia rosso passione, instaurada el 1966.

La classificació per punts al Giro d'Itàlia ve determinada per les ubicacions en les etapes diàries, independentment de les diferències en temps. Els punts s'atorgue als corredors que acabin entre els primers en una etapa, independentment de la diferència horària. També hi ha punts als primers ciclistes a arribar als esprints intermedis.

El sistema de punts en el rànquing va ser introduït l'any 1966, i del 1967 al 1969 el líder vestia una samarreta vermella. L'any [1970] va ser canviada a color malva, anomenada maglia ciclamino anomenada així pel color de la flor de ciclamen alpí. La samarreta vermella va ser reintroduïda el 2010, anomenant-se maglia rosso passione.

### Classificació del millor jove corredor

La maglia bianca, instaurada el 1976.

Des de l'any 1976 el Giro d'Itàlia ha tingut una classificació pels joves corredors. El líder en aquesta classificació porta la maglia bianca (la samarreta de color blanc). La classificació està determinada pel millor temps en la general, però tenint en compte només els ciclistes joves en el concurs.
Inicialment el límit d'edat per als ciclistes que competien en la classificació dels joves fou de 24 anys. Des del 1994 aquesta classificació va patir un parèntesi de 12 anys. Des de l'edició del 2007, la classificació de corredors joves es calcula per a aquells corredors amb límit d'edat de 25 anys.

## Altres rècords i dades
- Major de vegades al podi final: Felice Gimondi 3 victòries, 2 vegades segon, i 4 vegades tercer.
- Més dies vestit amb la maglia rosa: 76 dies d'Eddy Merckx.
- Major nombre d'etapes en un mateix Giro d'Itàlia: 12 d'Alfredo Binda l'any 1927.
- Major nombre d'etapes consecutives: 8 d'Alfredo Binda al Giro d'Itàlia del 1929.
- Menor marge a la general final: Fiorenzo Magni guanyà per 11 segons a Ezio Cecchi el 1948.
- Edició més llarga del Giro d'Itàlia: 4.337 km. l'any 1954.
- Edició més curta del Giro d'Itàlia: 2.245 km el 1909.
- Edició amb més competidors en un Giro d'Itàlia: 298 corredors el 1928.
- Edició amb menys competidors en un Giro d'Itàlia: 56 corredors el 1912.
- Menys corredors que van acabar un Giro d'Itàlia: 8 corredors el 1914.
- Escapada més llarga: 222 km per Antonio Menéndez el 1976.
- Corredor més jove en guanyar el Giro d'Itàlia: Fausto Coppi el 1940, 20 anys, 8 mesos i 25 dies.
- Corredor més veterà en guanyar el Giro d'Itàlia: Fiorenzo Magni el 1955 amb 35 anys.
- Etapa més curta: 1,15 km el 2005.